# Zbór Kościoła Adwentystów Dnia Siódmego w Podkowie Leśnej
Zbór Kościoła Adwentystów Dnia Siódmego w Podkowie Leśnej – zbór adwentystyczny w Podkowie Leśnej, należący do okręgu mazowieckiego Diecezji Wschodniej Kościoła Adwentystów Dnia Siódmego w RP.
Pastorem zboru jest kaznodzieja (pastor) Mariusz Zaborowski. Nabożeństwa odbywają się każdej soboty w kościele akademickim przy ul. św. Jana Pawła II 39 o godz. 9.30.
Zbór wchodzi w skład jedynego w Polsce ośrodka akademickiego Kościoła Adwentystów Dnia Siódmego, zorganizowanego wokół Wyższej Szkoły Teologiczno-Humanistycznej im. Michała Beliny-Czechowskiego w Podkowie Leśnej. Przy zborze swoją siedzibę posiadają także telewizja internetowa „Nadzieja.tv”, zajmująca się m.in. transmisją nabożeństw z kościoła akademickiego oraz Chrześcijański Serwis Nadzieja.pl.